# Горельце
Горельце (словен. Goreljce) — поселення в общині Радече, Савинський регіон, Словенія. Висота над рівнем моря: 469,7 м.